# Catwoman (videojuego)
Catwoman es un videojuego de acción y aventura basado en la película de 2004 del mismo nombre basada en el personaje ficticio. Presenta la imagen de la actriz principal de la película Halle Berry, mientras que la voz del personaje corre a cargo de la actriz Jennifer Hale. Este terminaría siendo el último juego del desarrollador Argonaut Software (sin contar Star Fox 2, que se completó en 1995, pero no se lanzó hasta 2017).

## Jugabilidad
El juego es de acción y plataformas en tercera persona donde el jugador debe usar la fuerza y agilidad felina de la heroína para viajar a través de varios entornos y derrotar a varios enemigos. También hay exploración sensorial en el juego, similar a la serie Tomb Raider. Catwoman puede trepar paredes y balancearse desde postes de metal para navegar por el entorno. Catwoman también debe resolver acertijos en ciertas partes del juego para avanzar más. El juego también cuenta con un sistema de combate para luchar contra enemigos. El jugador puede mejorar movimientos y realizar cadenas combinadas simples.

## Trama
El juego sigue vagamente la historia de la película. Patience Phillips, una tímida oficinista del imperio corporativo Hedare, descubre accidentalmente el oscuro secreto de sus empleadores y posteriormente es asesinada. Luego es revivida por un gato egipcio sobrenatural que le otorga habilidades felinas. Ahora renacida como "Catwoman", se embarca en una historia de venganza contra las personas que casi la asesinan.

## Recepción
"Catwoman" recibió críticas negativas debido a problemas que incluían un mal control de la cámara, un trabajo de voz deficiente y un sistema de combate demasiado simplista. Sin embargo, la versión de Game Boy Advance recibió críticas mixtas y el sitio web de reseñas Metacritic le dio la versión 61/100. La versión de GameCube obtuvo una clasificación de 47/100, la versión PC con 46/100, la versión PlayStation 2 con 46/100 y la Xbox versión con 45/100.